# Voile d'Isis
Ne doit pas être confondu avec Le Voile d'Isis.

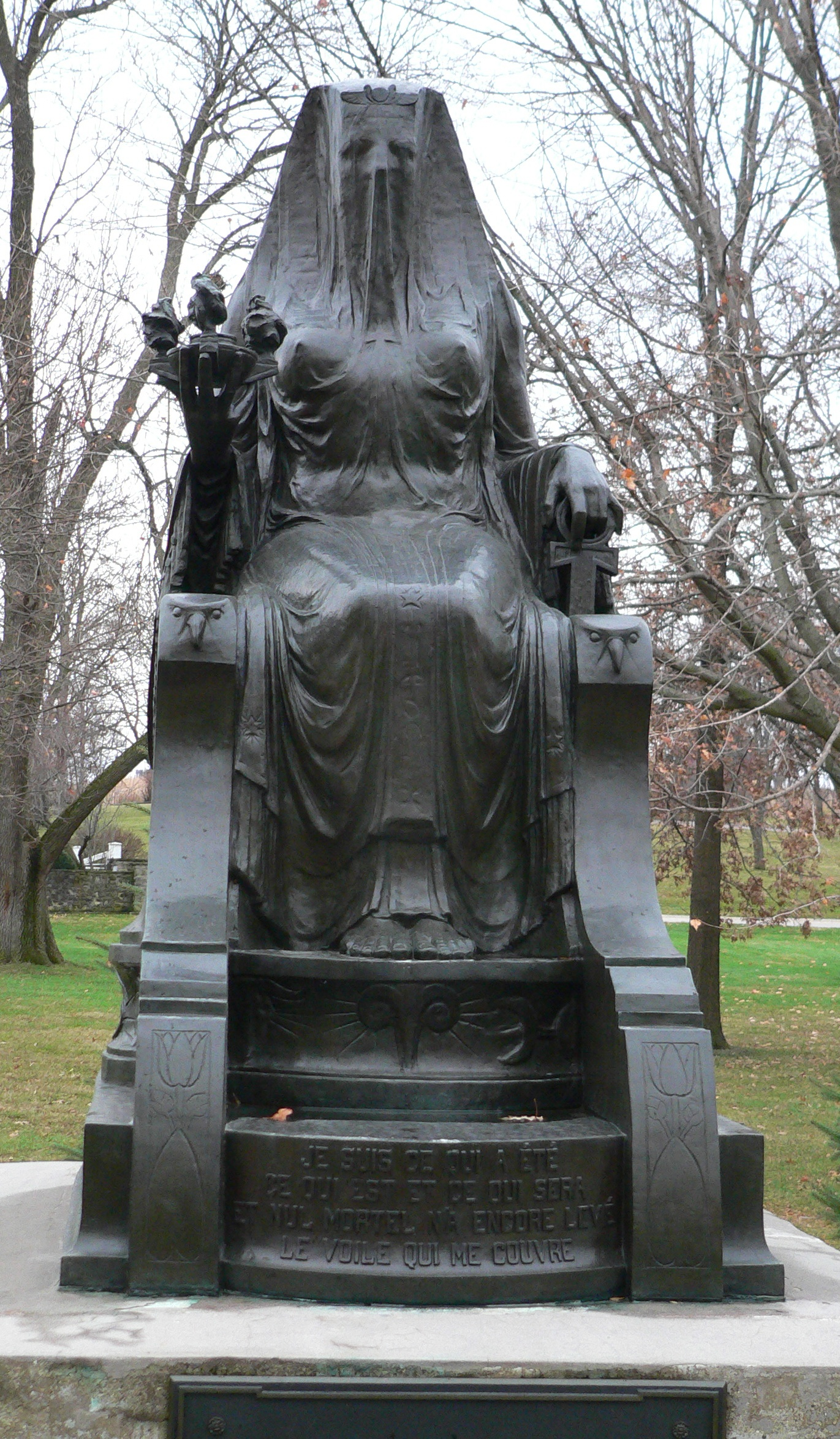
Isis en « déesse de la vie » voilée avec une traduction française de l'inscription Sais sur le piédestal, situé sur le site historique national Herbert Hoover.

Le voile d'Isis est une métaphore et un motif artistique allégorique représentant l'inaccessibilité des secrets de la nature, personnifiée par la déesse Isis enveloppée d'un voile ou d'un manteau.
Le motif remonte à une statue de l'ancienne ville égyptienne de Saïs. Selon les auteurs gréco-romains, la statue de la déesse voilée portait l'inscription suivante : « Je suis tout ce qui a été, est et sera et aucun mortel n'a jamais soulevé mon manteau ».
Les illustrations d'Isis soulevant son voile ont été populaires à partir de la fin du XVIIe siècle souvent en tant que représentations allégoriques du progrès des Lumières révélant les mystères de la nature. À la fin du XVIIIe siècle, le dévoilement d'Isis a été invoqué comme une métaphore de la révélation de vérités impressionnantes allant au-delà de la découverte scientifique. Le livre Isis dévoilé publié en 1877 a influencé l'ésotérisme occidental et les mouvements néopaïens, promulguant la métaphore des pratiques magiques et spirituelles modernes.
Le voile d'Isis était souvent associé à un motif similaire, représentant la nature sous la forme d'une déesse aux seins multiples, qui représente Isis, Artémis ou une combinaison des deux.

## Origine à Saïs
La première mention du voile d'Isis apparaît dans une oeuvre de Plutarque, un écrivain grec de la fin du premier et du début du deuxième siècle de notre ère, «Sur Isis et Osiris» qui est une interprétation philosophique de la religion de l'Egypte antique. Il y décrit une statue assise d'une déesse dans la ville égyptienne de Saïs qui portait l'inscription suivante : « Je suis tout ce qui a été, est et sera ; et aucun mortel n'a jamais soulevé mon vêtement». Plutarque a appelé ce vêtement un péplos, terme traduit par «manteau» ou «voile» en anglais. Il identifie la déesse comme étant «Athéna», que [les Égyptiens] considèrent comme étant Isis.
Saïs était le centre du culte de la déesse Neith, que les Grecs comparaient à leur déesse Athéna. À la fin du premier siècle, Isis  était la déesse la plus importante parmi les divinités de l'Egypte antique, elle était souventsyncrétisée avec Neith, et Plutarque assimile les deux.
Trois siècles après Plutarque, le philosophe néoplatonicien Proclus parle de cette même statue dans le livre I de ses Commentaires sur le «Timée» de Platon. Dans cette version, le vêtement est un chiton, le terme «aucun mortel » est remplacé par «personne», et une troisième affirmation est ajoutée : « Le fruit de mes entrailles était le soleil».
Proclus affirme que la statue se trouvait dans l'adyton d'un temple à Sais, mais les parties intérieures des temples égyptiens n'étaient accessibles qu'aux prêtres, et il est peu probable que la statue d'une divinité ait été voilée en permanence; les prêtres voyaient chaque jour l'image cultuelle du dieu lorsqu'ils accomplissaient les rites du temple. Cependant, une statue placée dans les cours ou dans les salles d'un temple aurait pu porter une inscription semblable à celle que Plutarque et Proclus ont relatée. La première partie de l'inscription – « Je suis tout ce qui a été, est et sera » – signifie que la déesse englobe tout. Cette affirmation est communément utilisée pour les dieux créateurs tels que Ra ou Amon dans la religion égyptienne. Si l’on si l'on emploie les mêmes termes pour Isis, cela reflète son statut élevé à l'époque gréco-romaine où l'on dit souvent d'elle qu'elle est la créatrice du monde. La deuxième partie – «personne n'a jamais soulevé mon manteau» – implique que la déesse était vierge, une affirmation qui était parfois faite à propos d'Isis à l'époque gréco-romaine mais qui était en contradiction avec la croyance de longue date selon laquelle elle et son mari Osiris avaient conçu leur fils Horus. La version de Proclus suggère que la déesse a conçu et donné naissance au soleil sans la participation d'une divinité masculine, comme dans les mythes égyptiens sur Neith en tant que mère du dieu soleil Râ. Une autre explication possible, suggérée par l'égyptologue Jan Assmann, est que la dernière partie de l'inscription égyptienne dit «Il n'y a personne d'autre que moi», indiquant que la déesse omniprésente est unique, et qu'elle a été mal traduite en grec  par «il n'y a personne qui ouvre [ou: découvre] mon visage».

## Personnification de la nature

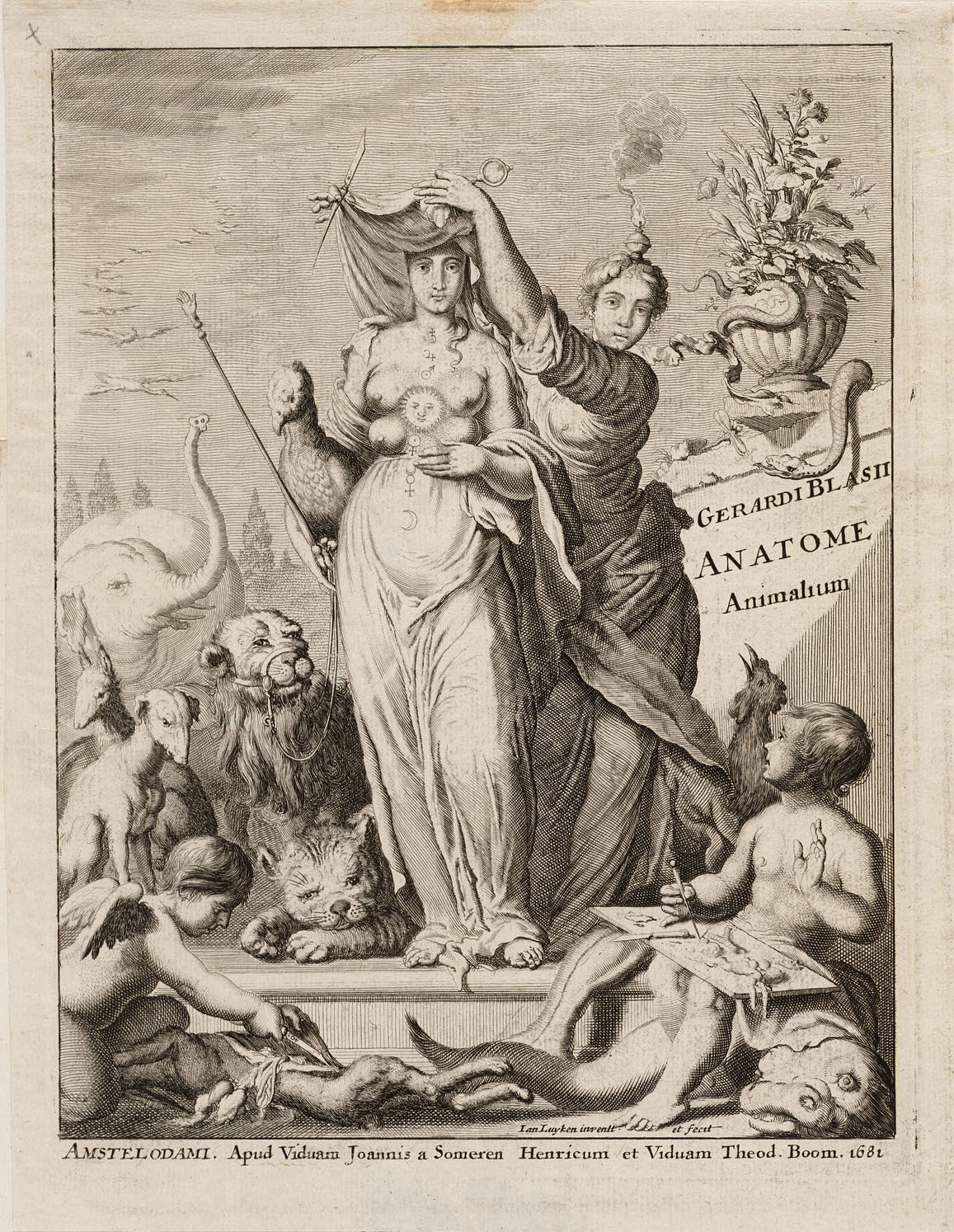
La science dévoilant la nature dans le frontispice dAnatome Animalum, 1681

La représentation d’Isis voilée a été influencé par plusieurs causes. L'une d'entre elles est une tradition qui associe Isis à la nature et à la déesse Artémis. L'art européen a une longue tradition de personnification de la nature en tant que figure maternelle. À partir du XVIe siècle, ce modèle a été influencé par l'iconographie de la déesse Artémis d'Éphèse (également connue sous le nom de son équivalent romain, Diane). L'Artémis d'Éphèse était représentée avec des protubérances rondes sur la poitrine, qui étaient peut-être à l'origine des bijoux, mais qui ont fini par être interprétées comme des seins. Isis fut parfois comparée à Artémis, et l'écrivain romain Macrobius, au quatrième siècle de notre ère a écrit : « Isis est la terre ou la nature qui se trouve sous le soleil. C'est pourquoi le corps entier de la déesse est hérissé d'une multitude de seins placés les uns près des autres [comme dans le cas d'Artémis d'Éphèse], parce que toutes les choses sont nourries par la terre ou par la nature. Ainsi, les artistes du XVIe siècle ont représenté la nature sous les traits d'Isis-Artémis aux multiples seins.
Une seconde influence a été la tradition selon laquelle la nature est mystérieuse. Elle remonte à un aphorisme du philosophe grec Héraclite de la fin du VIe siècle av. J.-C. ou du début du Ve siècle av. J.-C., que l'on traduit traditionnellement par « La nature aime se cacher ». Dans les années 1590, The Faerie Queene d'Edmund Spenser a personnifié la nature sous la forme d'une femme voilée, sans toutefois établir de lien direct avec Isis bien que cette dernière apparaisse ailleurs dans l'œuvre. Plusieurs illustrateurs du XVIIe siècle  ont utilisé la femme anonyme voilée de la même manière. Dans les années 1650, Oedipus Aegyptiacus d'Athanasius Kircher  explique explicitement le voile d'Isis comme un emblème des secrets de la nature.
La planche illustrée placée avant la page de titre du livre Anatome Animalum de Gerhard Blasius, gravé par Jan Luyken en 1681, est la première représentation d'une figure d'Isis-Artémis aux seins multiples dont on enlève le voile. Il s'agit d'une personnification de la science qui enlève le voile, une allégorie de la façon dont la science découvre les secrets de la nature. Cette métaphore a été réutilisée dans les introductions de nombreuses œuvres d'Antonie van Leeuwenhoek, puis dans les illustrations d'autres ouvrages scientifiques tout au long du XVIIIe siècle. Dans certains cas, la figure voilée est une statue, rappelant la statue originale d'Artémis à Éphèse, tandis que dans d'autres, il s'agit d'une femme vivante. Le motif est parfois complété par d'autres allusions. Ainsi, dans le frontispice de La Philosophie de la nature de Jean-Baptiste-Claude Delisle de Sales, la nature se dévoile à un philosophe alors qu'il renverse le despotisme et la superstition. La révélation de la figure d'Isis exprime ainsi l'espoir, répandu au siècle des Lumières, que la philosophie et la science  triompheront de la déraison pour découvrir les vérités les plus profondes de la nature. Cette idée a perduré jusqu'au XIXe siècle. Par exemple la sculpture de 1899 de Louis-Ernest Barrias, La nature se dévoilant devant la science, où les multiples seins sont omis et la figure de la nature porte à la place un scarabée sur sa robe faisant allusion à ses liens avec l'Égypte.

## Personnification du mystère

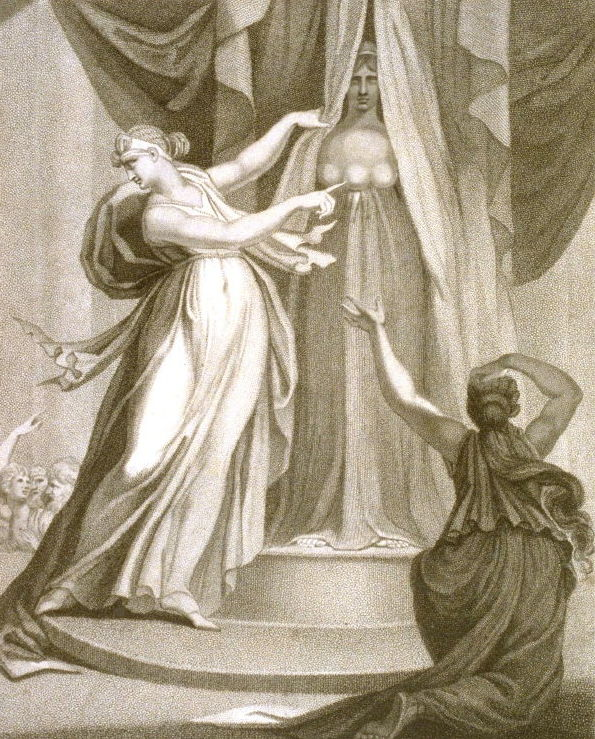
Le dévoilement d'une statue d'Isis en tant que personnification de la nature, représentée comme le moment culminant d'une initiation isiaque, dans une gravure de 1803 d'Henry Fuseli

Une autre interprétation du voile d'Isis est apparue à la fin du XVIIIe siècle, en accord avec le mouvement romantique qui se développait à l'époque, pour lequel la nature constitue un mystère inspirant la crainte plutôt qu'un savoir prosaïque.
Les anciennes initiations aux mystères d'Isis qui étaient pratiquées dans le monde gréco-romain ont influencée cette interprétation. Bien que ces rites aient été développés à l'époque hellénistique ou romaine, sous l'influence de cultes à mystères gréco-romains antérieurs, les auteurs classiques et les érudits du XVIIIe siècle les ont considérés comme des éléments archaïques de l'ancienne religion égyptienne. De nombreux francs-maçons, au début du XVIIIe siècle, ont adopté des motifs égyptiens et en sont venus à croire que leurs rituels pouvaient remonter aux mystères d'Isis. Un franc-maçon des années 1780, Karl Leonhard Reinhold, a tenté de concilier l'histoire traditionnelle des origines de la franc-maçonnerie, qui la fait remonter à l'ancien Israël, avec son engouement pour les thèmes égyptiens. Pour ce faire, il a interprété la première phrase de la statue de Saïs, «Je suis tout ce qui a été, est et sera», comme une déclaration du panthéisme, dans lequel la nature et la divinité sont identiques. Reinhold a affirmé que l'aspect public de la religion égyptienne était polythéiste, mais que les mystères égyptiens étaient conçus pour révéler la vérité panthéiste plus profonde aux initiés de l'élite. Il a également affirmé que la déclaration « Je suis ce que je suis », prononcée par le Dieu juif dans le livre de l'Exode, avait la même signification que l'inscription saïte et indiquait que le judaïsme descendait de l'ancien système de croyance égyptien. Sous l'influence de l'interprétation de Reinhold, d'autres francs-maçons  en vinrent à considérer Isis voilée  comme le symbole d'une énigme impénétrable, représentant la vérité et l'être ainsi que la nature, une divinité qui, comme le dit Assmann, était considérée comme « trop englobante pour avoir un nom».
Emmanuel Kant associe le motif du voile d'Isis à son concept du sublime, en disant : « Peut-être que personne n'a rien dit de plus sublime, ni exprimé une pensée de façon plus sublime que dans cette inscription sur le temple d'Isis (Mère Nature)». Selon Kant, le sublime évoque à la fois l'émerveillement et la terreur, et ces émotions apparaissent fréquemment dans les œuvres des auteurs de la fin du XVIIIe siècle et du début du XIXe siècle qui utilisent le motif du voile. La nature extatique des anciens rites à mystères a elle-même contribué à mettre l'accent sur les émotions. Friedrich Schiller, par exemple, a écrit un essai sur les religions égyptienne et juive qui reprenait en grande partie le travail de Reinhold, en mettant l'accent sur la montée émotionnelle qui entourait les mystères. Selon lui, cela préparait l'initié à affronter la puissance impressionnante de la nature au point culminant du rite. De même, un frontispice d'Henry Fuseli, réalisé pour le poème d'Erasmus Darwin Le Temple de la Nature en 1803, montre explicitement le dévoilement d'une statue d'Isis comme point culminant de l'initiation.
Le livre d'Helena Blavatsky de 1877, Isis dévoilée, l'un des textes fondateurs du système de croyance ésotérique de la théosophie, utilise la métaphore du voile comme titre. Isis n'occupe pas une place prépondérante dans le livre, mais Blavatsky y explique que les philosophes essaient de lever le voile d'Isis, ou de la nature, mais qu'ils ne voient que ses formes physiques. Elle ajoute : «L'âme qui est en eux échappe à leur vue, et la Mère divine n'a pas de réponse à leur donner», laissant entendre que la théosophie révélerait des vérités sur la nature que la science et la philosophie ne pourraient pas dévoiler.

## Levée du voile
Dans la tradition de l'ésotérisme occidental et de la sorcellerie néopaïenne, la «séparation du voile», la «percée du voile», la «rupture du voile» ou le «soulèvement du voile» désignent l'ouverture du «voile» de la matière, ce qui permet d'accéder à un état de conscience spirituelle dans lequel les mystères de la nature se révèlent. En magie cérémonielle, le signe de la rupture du voile est un geste symbolique effectué par le magicien dans l'intention de créer une telle ouverture. Il commence par les bras tendus vers l'avant et les mains à plat l'une contre l'autre (paume contre paume ou dos contre dos), puis il écarte les mains dans un mouvement de déchirure jusqu'à ce que les bras pointent des deux côtés et que le corps ait la forme d'un T. Une fois le travail terminé, le magicien exécute généralement le signe correspondant de la fermeture du voile, qui comporte les mêmes mouvements en sens inverse.

## Ouvrages cités
- Jan Assmann, Moses the Egyptian: The Memory of Egypt in Western Monotheism, Harvard University Press, 1997 (ISBN 978-0-674-58738-0)
- Jan N. Bremmer, Initiation into the Mysteries of the Ancient World, Walter de Gruyter, 2014 (ISBN 978-3-11-029955-7)
- John Michael Greer, Circles of Power: Ritual Magic in the Western Tradition, Llewelyn Worldwide, 1997 (ISBN 978-1-56718-313-9)
- Plutarch's De Iside et Osiride, University of Wales Press, 1970
- Pierre Hadot, Le Voile d'Isis. Essai sur l'histoire de l'idée de nature. Paris, Gallimard, 2004. (NRF essais).  (ISBN 2-07-073088-3).
- Pierre Hadot (trad. Michael Chase), The Veil of Isis: An Essay on the History of the Idea of Nature, The Belknap Press of Harvard University Press, 2006 (1re éd. 2004) (ISBN 978-0-674-02316-1)
- Macpherson, « The Travels of Sethos », Lumen: Selected Proceedings from the Canadian Society for 18th-Century Studies, vol. 23,‎ 2004
- Florence Quentin, Isis l'Éternelle: Biographie d'une mythe féminin, Albin Michel, 2012 (ISBN 978-2-226-24022-4)
- Ziolkowski, « The Veil as Metaphor and Myth », Religion & Literature, vol. 40, no 2,‎ été 2008

## Lectures complémentaires
- Jurgis Baltrušaitis, La Quête d'Isis: Essai sur la légende d'un mythe, Olivier Perrin, 1967
- De Memphis à Rome: Actes du Ier Colloque international sur les études isiaques, Poitiers – Futuroscope, 8–10 avril 1999, Brill, 2000 (ISBN 978-90-04-11736-5)
- (de) Andrea Goesch, Diana Ephesia: Ikonographische Studien zur Allegorie der Natur in der Kunst vom 16.–19 Jahrhundert, Peter Lang, 1996

## Article lié
- Maya (sanskrit)